# Jakob van Oost der Ältere

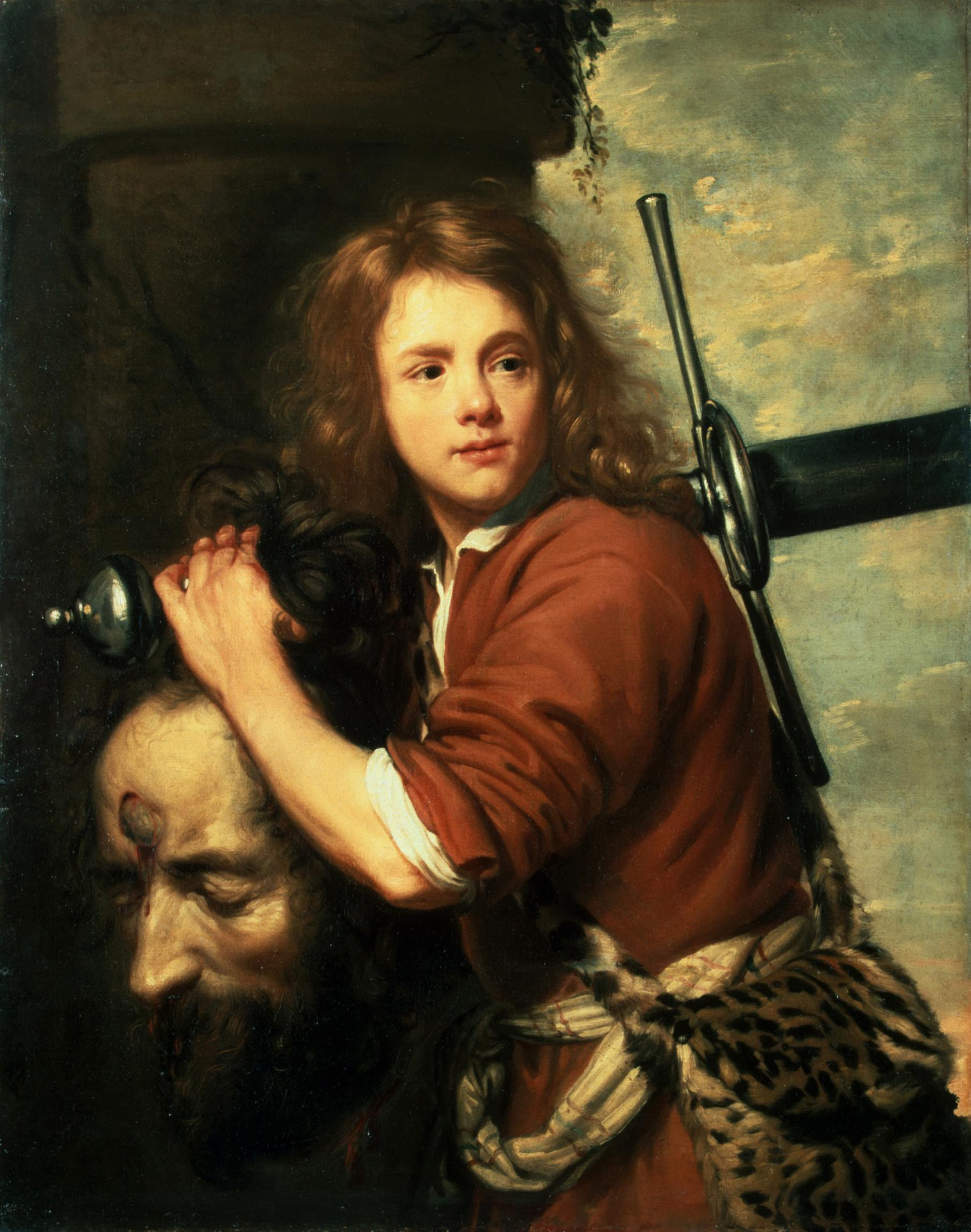
David mit dem Kopf von Goliath

Jakob van Oost der Ältere (* um 1600 in Brügge; † um 1671 in ebenda) war ein flämischer Maler des Barocks in Brügge. Zu seinem Œuvre zählen Historien- und Porträtgemälde. Er schuf auch Genrebilder von Musikern und Kartenspielern für den freien Markt. Durch seine Porträts von Mitgliedern der lokalen Bourgeoisie und seine vielen Altarbilder, die im Geiste der Gegenreformation entstanden, war er der wichtigste Maler Brügges im 17. Jahrhundert.

## Leben
Jacob van Oost wurde in Brügge als Sohn von Johannes van Oost und Gheeraerdyne Weyts geboren. Er entstammte einer wohlhabenden, etablierten Familie. Am 19. Januar 1619 wurde Jakob van Oost als Lehrling seines Bruders Franz van Oost (1618 Freimeister in Brügge; † um 1625) in der Brügger Malergilde aufgelistet. Zu seinem Frühwerk zählen Kopien der Gemälde Jan van Eycks und Peter Paul Rubens, die 1857 teils als Originale galten. Im Jahr 1621 erfolgte seine Ernennung zum Freimeister.

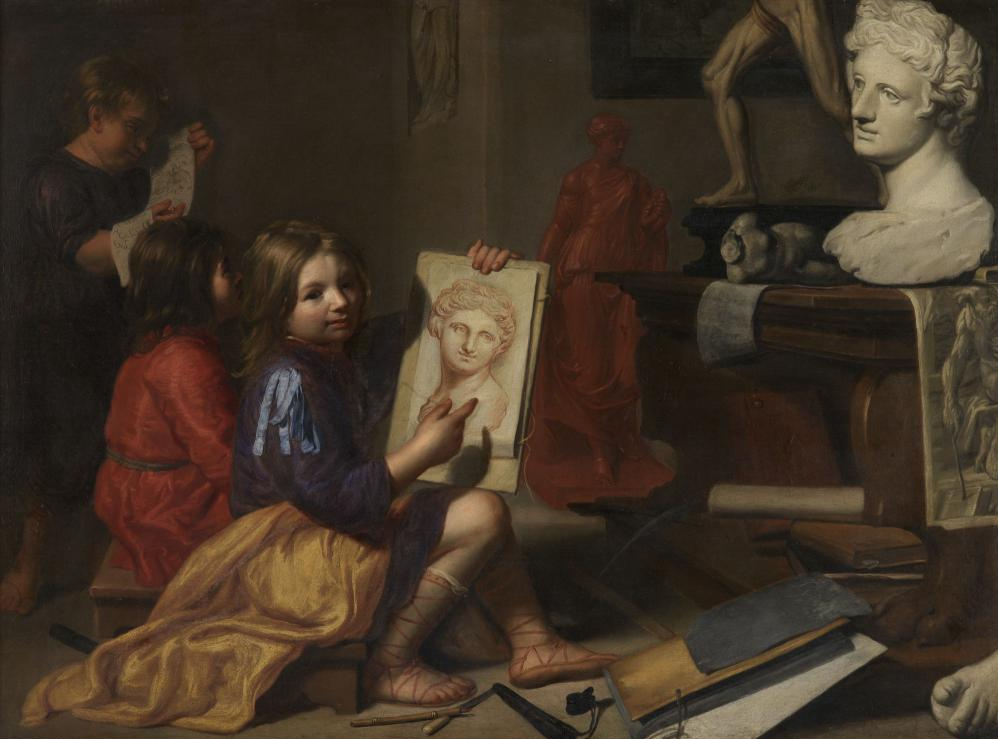
Atelier des Malers, 1666

Im Jahr 1621 ging er nach Italien. Das Werk, das er während seines italienischen Aufenthalts schuf, ist nicht identifiziert worden. Während der fünf Jahre, die er in Rom verbrachte, studierte er möglicherweise bei Annibale Carracci. Nach seiner Rückkehr wurde er ab 1630 ein gefragter Auftragskünstler für Porträts, Historiengemälde und Altarwerke. Im Jahr 1633 fand seine Wahl zum Oberhaupt, dem Dekan der Schildergilde. Er heiratete Jaquemyne Van Overdille 1630 in Brügge. Seine Frau starb im folgenden Jahr und hinterließ ihm einen Sohn Maarten. Im Jahr 1633 heiratete er Maria van Tollenaere. Das Paar hatte sechs Kinder.
Van Oost wurde 1632–33 mit der Restaurierung von Jan van Eycks berühmter Jungfrau mit Kind und Kanoniker van der Paele (1436) in der ehemaligen Kirche Saint-Donaas (heute im Groeningemuseum) in Brügge beauftragt. Von 1651 bis zu seinem Tod war er der offizielle Stadtmaler von Brügge.
Zu seinen Schülern zählten u. a. seine Söhne Jakob van Oost der Jüngere, der die Schule seines Vaters fortsetzte und Willem van Oost (~8. März 1651 in Brügge; † 31. August 1866 ebenda), der Maler und Dominikanerlaienbruder war. Sein Enkel Dominique Joseph van Oost war als Porträt- und Historienmaler in Lille tätig.

## Wirken

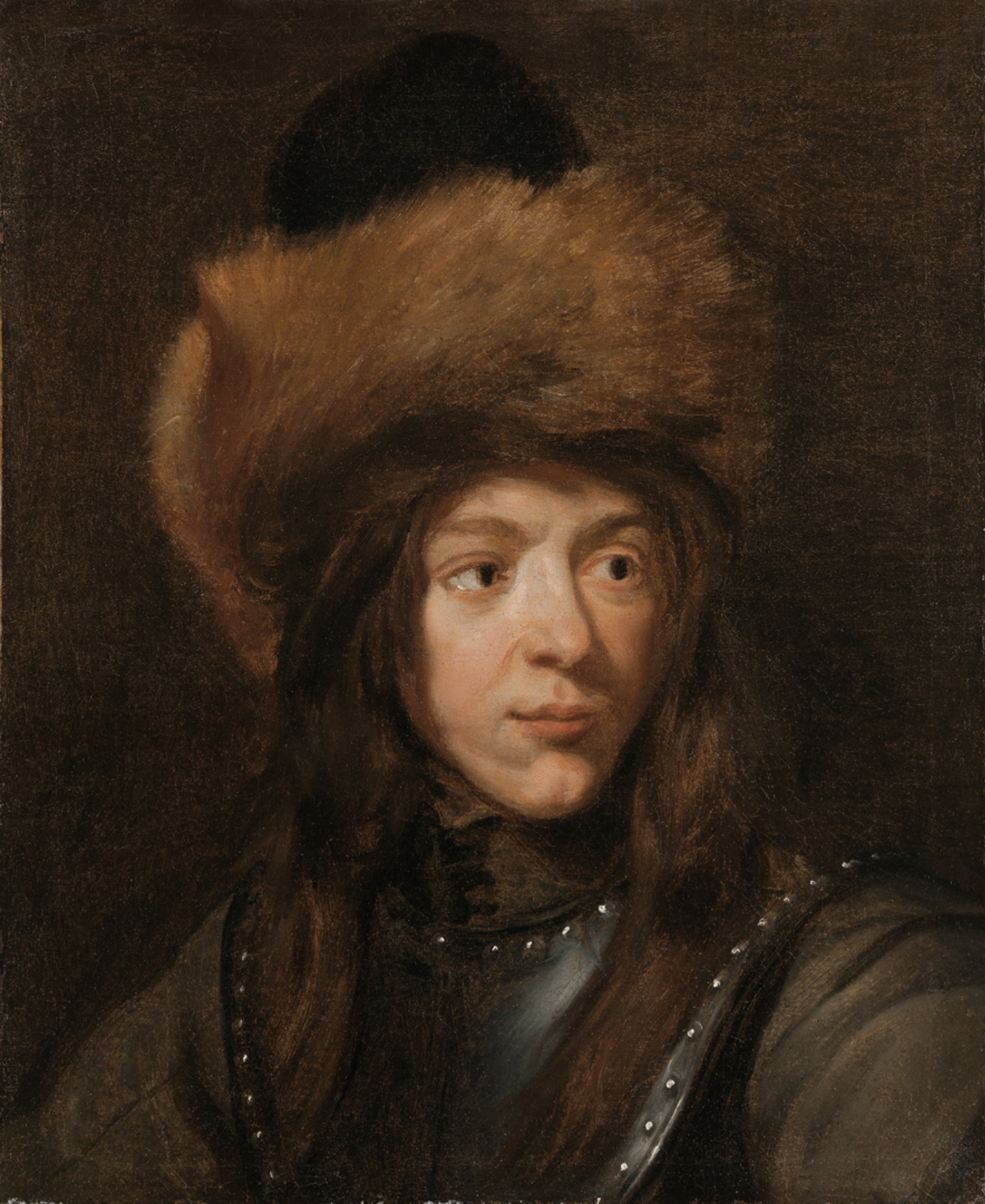
Porträt von Jacob van Oost dem Jüngeren

Jacob van Oost war ein produktiver Maler, der Porträts für das lokale Bürgertum und Historienbilder anfertigte. Er ist vor allem für die Altarbilder im Geiste der Gegenreformation und seine Porträts bekannt. Eine kleine Anzahl von Gemälden, meist mit weltlichen, genreartigen Themen wie Interieurs mit Figuren (Musikgesellschaften, Kartenspieler, Wahrsager usw.), war wahrscheinlich für Privatpersonen und möglicherweise für den freien Markt bestimmt. Er fertigte auch Kopien nach van Dyck und Rubens an. Van Oost war der führende Brügger Maler des 17. Jahrhunderts.
Sein Werk wurde stark von frühbarocken Malern wie Caravaggio und seinem Nachfolger Bartolomeo Manfredi beeinflusst, dessen Arbeiten er während seines Aufenthalts in Italien studiert hatte. Der Einfluss von Caravaggio zeigt sich in den Hell-Dunkel-Effekten sowie in den nicht idealisierten Figuren. Nach diesem frühen caravaggesken Einfluss entwickelte sich sein Werk hin zu monumentaleren Figuren und einer klassizistischeren Behandlung, die das Werk von Annibale Carracci und seinem Nachfolger Domenichino widerspiegelt. Ab den 1650er Jahren begann sein Werk eine größere Emotionalität, die Verwendung dramatischer räumlicher Effekte und eine Palette, die der venezianischen Kunst näher stand, zu zeigen. Van Oosts Gemälde aus dieser Zeit zeigen den Einfluss von Federico Barocci, Correggio und Anthony van Dyck. Ein paar Mal kopierte er sogar einfach van Dycks Kompositionen. Während diese stilistische Entwicklung unter den zeitgenössischen flämischen Künstlern durchaus üblich war, machen die klare Struktur und die starke Modellierung von van Oosts Werk seine Art unverwechselbar.
Seine Gemälde finden sich sowohl in religiösen Einrichtungen und Sammlungen in Brügge, als auch in belgischem Privatbesitz und in Museen in Bergues, Berlin, Brüssel, Caen, Dijon, Dünkirchen, Leningrad, Lille, London, Lyon, New York City (Histor.Soc. Kat. 1903 und Metropolitan Museum), Oostende, Paris, Tournai, Valenciennes und Wien.

## Werke (Auswahl)

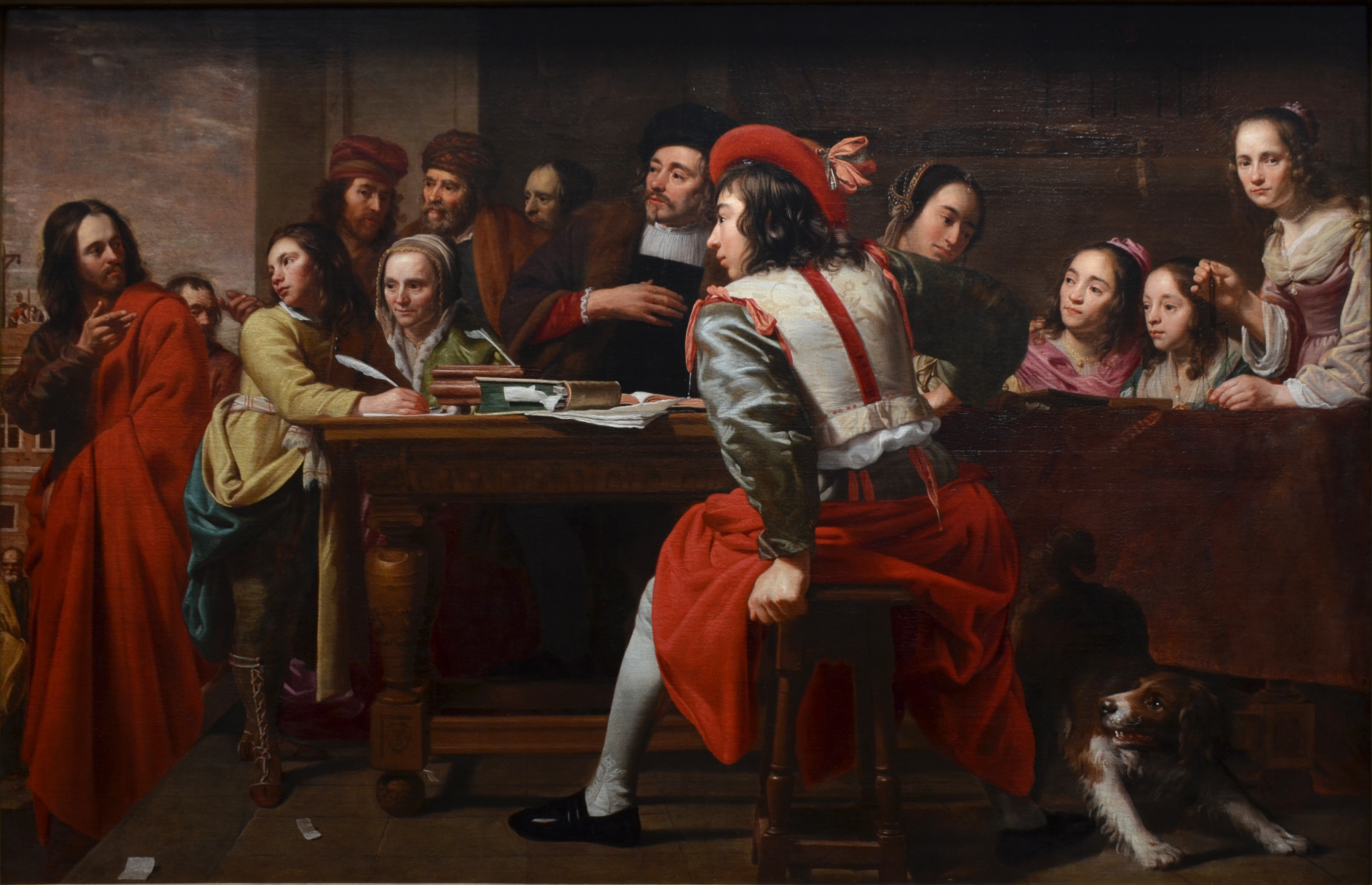
Die Berufung des Heiligen Matthäus

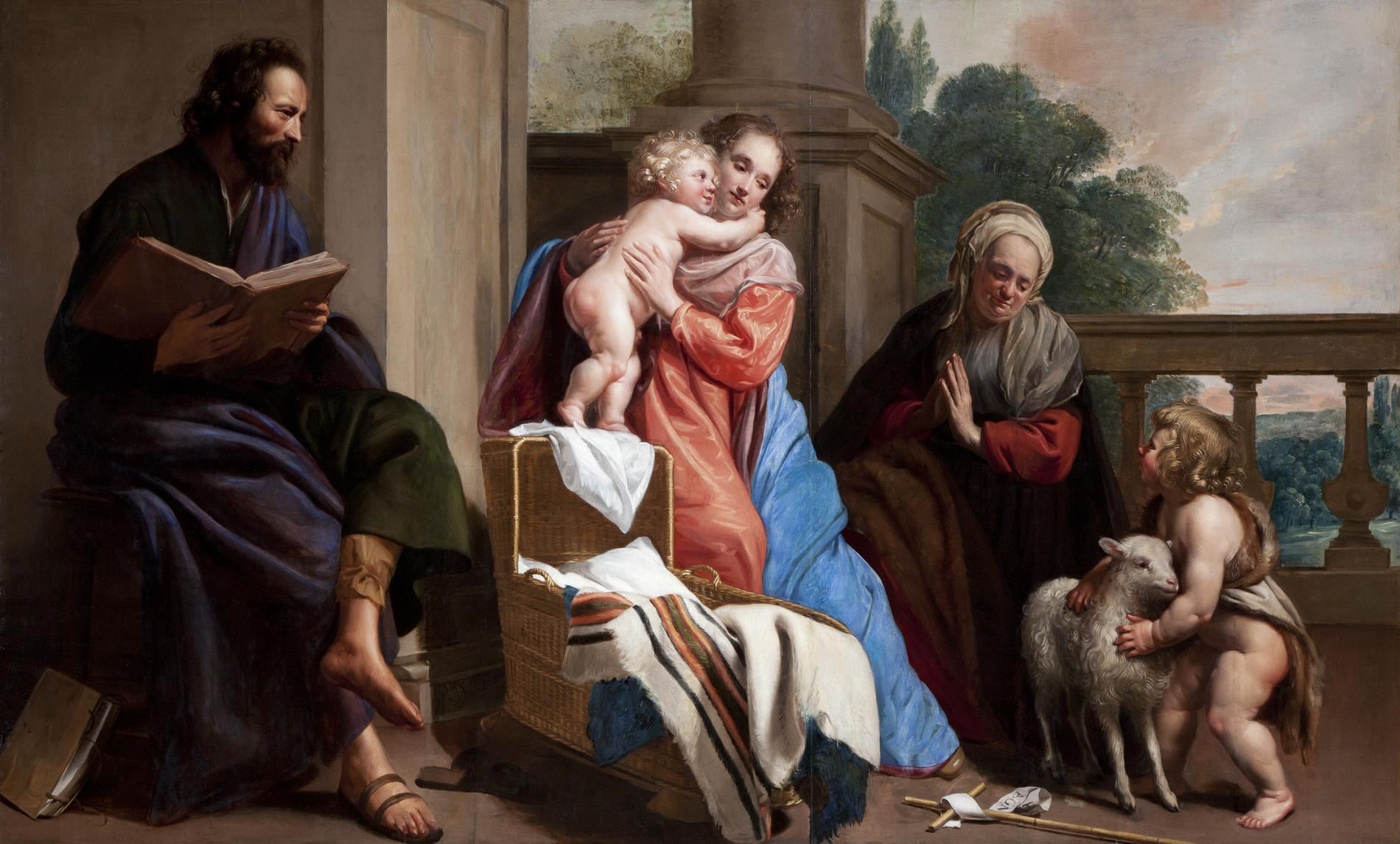
Die Heilige Familie mit dem Heiligen Johannes und der Heiligen Elisabeth

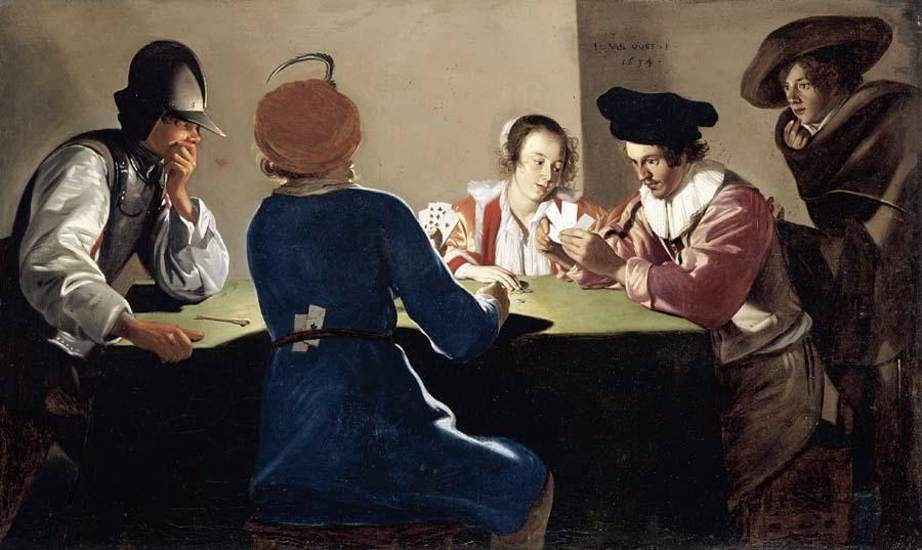
Kartenspieler

- vor 1630 Christus am Kreuz mit Maria, Johannes und Magdalena (erstes Werk n. seiner Italienexkursion), Konventskirche der schwarzen Schwestern
- 1633 Porträt, Kaiser Friedrich Museum, Berlin
- 1645 Porträt einer Brügger Familie, Öl auf Tuch, 150,5 × 255,5 cm, Groeningemuseum, Brügge
- 1646 Gemälde, Unsere liebe Frauenkirche, Brügge
- 1648 Gemälde, ebenda
- 1659 Das Vorlesen des Todesurteil vor Gericht im Gerichtssaal, Jesuitenkirche, Brügge
- 1668 Ein Theologe und sein Sekretär, Öl auf Tuch, 116 × 222 cm, Groeningemuseum, Brügge
- Abnahme vom Kreuz, ebenda
- Taufe Christ, Salvatorkirche
- Hl. Hubertus, Altarbild
- Ein Engel zeigt Maria die Leidenswerkzeuge
- Jesus nimmt Abschied von seiner Mutter
- Hl. Gertrude für ihre Physiognomie hat er das Porträt seiner Tochter eingesetzt, einer Ordensfrau der Abtei
- Pfingsten, in diesem Werk findet sich sein eigenes Porträt (Apostel) und das seines Sohns (Assistenzfigur, die den Vorhang zurückschiebt)
- Porträt eines Mannes in schwarzer Tunika, Staatsmuseum, Berlin
- Hl. Augustin wäscht die Füße Christi, Brügge
- Hl. Antonius von Padua und das Jesuskind, Brügge
- Hl. Antonius von Padua, der einen Toten erweckt, Brügge
- Ältere Frau betend, Hamburger Kunsthalle, OVE-5826
- Das Musikspiel, Brüssel
- Kartenspieler, Dünkirchen
- Anbetung des Jesukindes, Eremitage, Sankt Petersburg
- Siegreicher David, ebenda
- Porträt eines Mannes, Lille
- Porträt eines Jungen, National Gallery, London
- Alter Mann in Meditation, Museum der schönen Künste, Lyon
- Junger Mann, der ein Billet erhält, ebenda
- Junger Mann schreibend, Nantes
- Hl. Karl Borromäus, der den Pestkranken in Milan die Kommunion bringt, Louvre, Paris
- Frauenporträt, Poitiers
- Hl. Martin van Bode, Tournai
- Schreibender Edelmann, Tournai
- Anbetung der Hirten, Valenciennes
- Die Geburt, Wien
- Porträt eines jungen Mannes, Louvre, Paris
- Ältere Frau betend, 28/22,2in, Hamburger Kunsthalle
- Merkur und Jupiter im Haus von Philemon und Baucis, 65,4/92,2in, Fine Arts Museums of San Francisco California, USA